# A Boy Falling Out of the Sky
A Boy Falling Out of the Sky is de vijftiende aflevering van het negende seizoen van de televisieserie ER, die voor het eerst werd uitgezonden op 13 februari 2003.

## Verhaal
Lockhart krijgt, nu haar broer nog steeds vermist wordt, bezoek van haar overstuurde moeder wat haar emotioneel zwaar belast. Ondertussen krijgt zij een huwelijksaanzoek van dr. Carter, omdat dit spontaan gebeurt neemt zij dit niet serieus.
Dr. Kovac krijgt van dr. Weaver te horen dat hij meteen een keuze moet maken, terugkeren naar zijn werk of helemaal niet meer terugkomen.
Dr. Pratt rijdt vandaag mee met de ambulance, hij verklaart een patiënt op straat dood. Als hij later terugkomt in het ziekenhuis ziet hij tot zijn ontsteltenis ineens dat de patiënt nog leeft. 
Dr. Weaver wordt op straat overvallen door een tasjesdief, de tasjesdief wordt tijdens zijn vlucht overreden door een auto. Ondanks zijn verwondingen lukt het hem toch nog te vluchten. Later komt dr. Weaver in het ziekenhuis weer oog in oog te staan met de tasjesdief en laat hem arresteren.
Dr. Lewis ontmoet weer haar aanbidder, de tiener met terminale kanker, en maakt ook kennis met zijn overbezorgde moeder.

## Rolverdeling

### Hoofdrollen
- Noah Wyle - Dr. John Carter
- Laura Innes - Dr. Kerry Weaver
- Mekhi Phifer - Dr. Gregory Pratt
- Goran Višnjić - Dr. Luka Kovac
- Sherry Stringfield - Dr. Susan Lewis
- Ming-Na - Dr. Jing-Mei Chen
- Megan Cole - Dr. Upton
- Maura Tierney - verpleegster Abby Lockhart
- Laura Cerón - verpleegster Chuny Marquez
- Kyle Richards - verpleegster Dori
- Deezer D - verpleger Malik McGrath
- Pamela Sinha - verpleegster Amira
- Demetrius Navarro - ambulancemedewerker Morales
- Michelle Bonilla - ambulancemedewerker Christine Harms
- Sharif Atkins - Michael Gallant
- Sally Field - Maggie Wyczenski
- Lisa Vidal - Sandy Lopez
- Troy Evans - Frank Martin

### Gastrollen (selectie)
- Elizabeth Morehead - Mrs. Simmons
- Patrick Fugit - Sean Simmons
- Anne Jackson - Mrs. Langston
- Eli Wallach - Mr. Langston
- Douglas Bennett - Martin Kroll
- Ernest M. Garcia - Barney
- Anthony Kolta - Zeki Yenen
- Chris Marrs - eigenaar autozaak
- Lorin McCraley - Gillie